# Lemon drop
Lemon drop (letteralmente "goccia di limone", anche conosciuto come kellu uchu, hot lemon e ají limon) è una cultivar di peperoncino della specie Capsicum baccatum originaria del Perù.

## Storia
Il peperoncino è originario delle Ande Peruviane ed è conosciuto localmente con il nome di Kellu Uchu. È molto impiegato in cucina e solitamente viene utilizzato all'interno di piatti a base di pesce, nelle salse e nelle insalate. Così come altri cultivar della specie dei baccatum, anche il lemon drop era sconosciuto in Occidente fino ai primi anni 90. Successivamente ha iniziato a guadagnare grande popolarità, grazie anche ai diversi cocktail preparati con esso.

## Caratteristiche
Piante rappresentative della specie dei Capsicum baccatum, ad un anno dalla coltivazione possono raggiungere altezze che vanno dagli 1.50 metri a 2 metri, mentre la larghezza può essere di 50 - 70 centimetri. La pianta si sviluppa in altezza ed è estremamente ramificata. Le foglie sono abbastanza strette ed hanno un colore verde scuro, mentre i petali possono avere dei colori verdi - biancastri con delle macchie di colore giallo - verdi. È un tipo di pianta altamente produttiva, infatti in un anno può produrre circa 100 frutti. I frutti sono conici, di colore giallo intenso. Il tempo che intercorre tra la fecondazione dei fiori e la maturazione dei frutti è di circa 80 giorni. Inoltre, il nome deriva anche dal suo sapore agrumato e dal suo retrogusto al sapore di limone.
Il frutto ha una forma a cono, con delle dimensioni di circa 60 millimetri di lunghezza e 12 millimetri di larghezza con qualche piega e arricciamento sul fusto.
Le reazioni successive all'assaggio del lemon drop variano dal "delizioso", al sapore di "sapone per le mani", ma il peperoncino viene comunemente descritto come dolce, leggermente piccante e dal sapore agrumato.